# Liste der Biografien/Waw
Liste der Biografien |
Portal Biografien |
Personensuche
# |
A |
B |
C |
D |
E |
F |
G |
H |
I |
J |
K |
L |
M |
N |
O |
P |
Q |
R |
S |
T |
U |
V |
W |
X |
Y |
Z |
?
 
Wa |
Wc |
Wd |
We |
Wh |
Wi |
Wj |
Wl |
Wn |
Wo |
Wr |
Ws |
Wt |
Wu |
Ww |
Wy |
Wz
 
Waa |
Wab |
Wac |
Wad |
Wae |
Waf |
Wag |
Wah |
Wai |
Waj |
Wak |
Wal |
Wam |
Wan |
Wao |
Wap |
Waq |
War |
Was |
Wat |
Wau |
Wav |
Waw |
Wax |
Way |
Waz
Die Liste der Biografien führt alle Personen auf, die in der deutschsprachigen Wikipedia einen Artikel haben. Dieses ist eine Teilliste mit 46 Einträgen von Personen, deren Namen mit den Buchstaben „Waw“ beginnt.

## Waw

### Wawa
- Wawak, Bartłomiej (* 1993), polnischer Radrennfahrer
- Wawatai, Jacinta (* 1992), neuseeländische Schauspielerin
- Wawatam, Häuptling der Anishinabe-Indianer

### Wawe
- Waweru, Peter (* 1982), kenianischer Fußballschiedsrichter
- Wawerzinek, Peter (* 1954), deutscher Schriftsteller
- Waweya, Ella (* 1989), israelische Soldatin

### Wawi
- Wawilow, Konstantin (1944–2009), ukrainischer Badmintonspieler
- Wawilow, Nikolai Iwanowitsch (1887–1943), russischer Botaniker und GenetikerNikolai Iwanowitsch Wawilow (1887–1943)

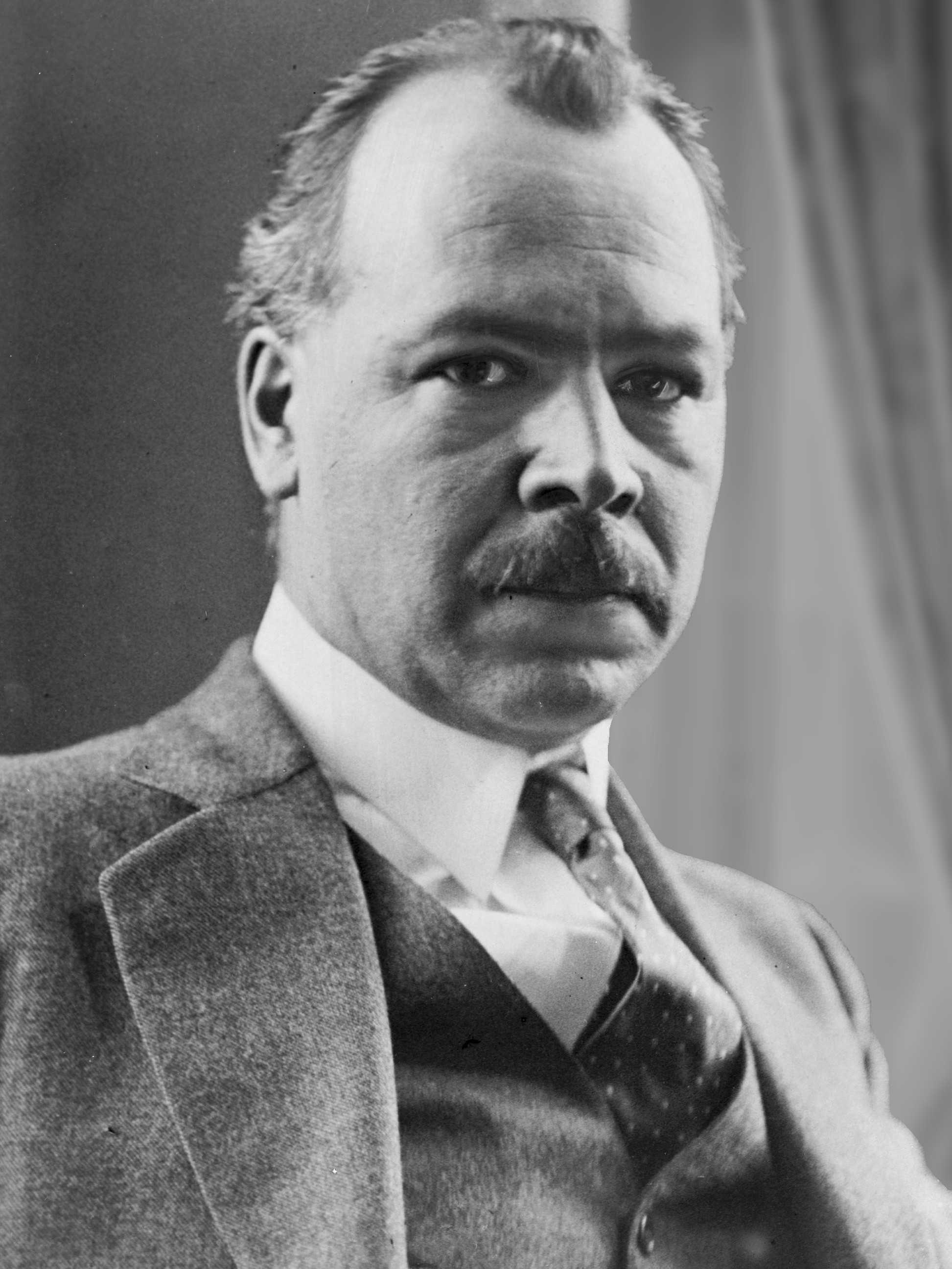
Nikolai Iwanowitsch Wawilow (1887–1943)

- Wawilow, Pawel Walerjewitsch (* 1962), russischer Biathlet
- Wawilow, Pjotr Michailowitsch (1872–1926), russisch-sowjetischer Metallurg
- Wawilow, Sergei Iwanowitsch (1891–1951), russischer Physiker
- Wawilow, Wiktor Sergejewitsch (1921–1999), russischer Physiker
- Wawilow, Wiktor Wladimirowitsch (* 1945), russischer Politiker
- Wawilow, Wladimir Fjodorowitsch (1925–1973), sowjetischer Gitarrist, Lautenist und Komponist

### Wawr
- Wawra von Fernsee, Heinrich (1831–1887), österreichischer Schiffsarzt, Botaniker und Forscher
- Wawra, Daniela (* 1973), deutsche Sprachwissenschaftlerin und Hochschullehrerin
- Wawra, Ernst, deutscher Musiker und Komponist
- Wawra, Karl (1924–2007), österreichischer Dichter und Schriftsteller
- Wawra, Konstantin (* 1979), österreichischer Fußballspieler und -funktionär
- Wawrczeck, Jens (* 1963), deutscher Synchron- und HörspielsprecherJens Wawrczeck (* 1963)

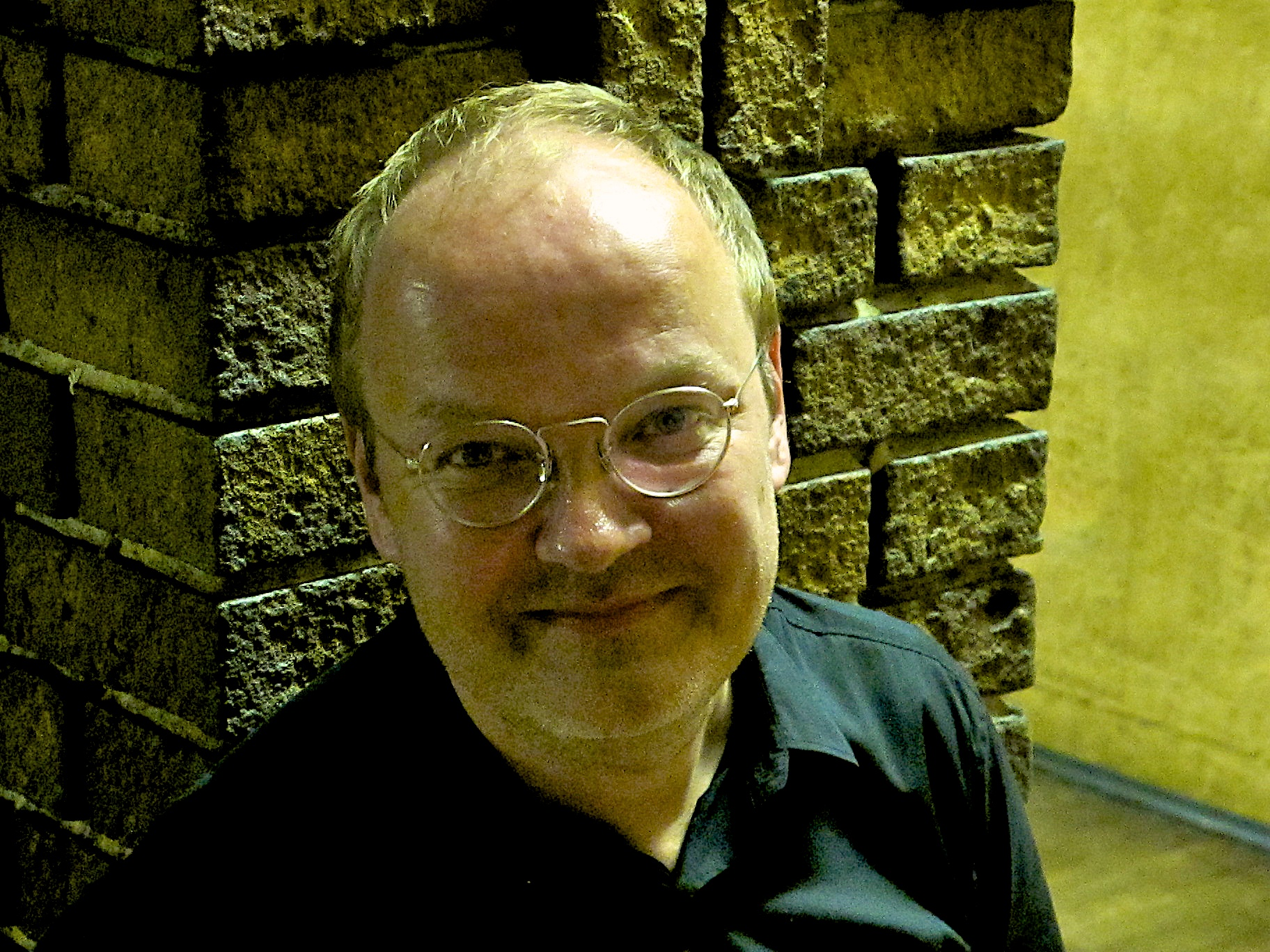
Jens Wawrczeck (* 1963)

- Wawrik, Franz (1940–2013), österreichischer Kartographiehistoriker und Autor
- Wawrik, Gunther (1930–2023), österreichischer Architekt und Hochschullehrer
- Wawrin, Isolde (* 1949), deutsche Malerin und Zeichnerin
- Wawrinka, Stan (* 1985), Schweizer Tennisspieler
- Wawro, Geoffrey (* 1960), US-amerikanischer Militärhistoriker
- Wawro, Richard (1952–2006), britischer bildender Künstler
- Wawrok, Michael (* 1965), deutscher Fußballspieler
- Wawruch, Andreas Ignaz (1782–1842), österreichischer Arzt und Hochschullehrer
- Wawrykiewicz, Michał (* 1971), polnischer Politiker und Rechtsanwalt
- Wawrzik, Kurt (1929–2010), deutscher Gewerkschafter und Politiker (CDU), MdB, MdEP
- Wawrziniok, Otto (1873–1934), deutscher Maschinenbau-Ingenieur und Hochschullehrer, Professor für Kraftfahrwesen an der Technischen Hochschule Dresden
- Wawrzkowicz, Jan (* 2001), polnischer Sprinter
- Wawrzyczek, Witold (* 1973), polnischer Fußballspieler
- Wawrzyk, Andrzej (* 1987), polnischer Boxer
- Wawrzyn, Lienhard (* 1951), deutscher Autor, Film- und Fernsehregisseur und Dramaturg
- Wawrzyńczyk, Agata (* 1992), polnische Volleyball- und Beachvolleyballspielerin
- Wawrzynek, Piotr (* 1970), polnischer römisch-katholischer Geistlicher, Weihbischof in Liegnitz
- Wawrzyniak, Édouard (1912–1991), französischer Fußballspieler
- Wawrzyniak, Jakub (* 1983), polnischer Fußballspieler
- Wawrzyniak, Jörg (* 1964), deutscher Fußballspieler und -trainer
- Wawrzyniak, Roland (* 1952), deutscher Fußballspieler
- Wawrzyniak, Volker (* 1964), deutscher Fußballspieler
- Wawrzyńska, Ludwika (1908–1955), polnische Lehrerin
- Wawrzynski, Horst (* 1952), deutscher Polizist, Polizeipräsident in Chemnitz; Polizeipräsident in Leipzig

### Waws
- Wawschinek, Georg (* 1970), österreichischer Autor, Keynote Speaker und Coach für Kommunikation

### Wawz
- Wawzyniak, Halina (* 1973), deutsche Politikerin (Die Linke), MdBHalina Wawzyniak (* 1973)

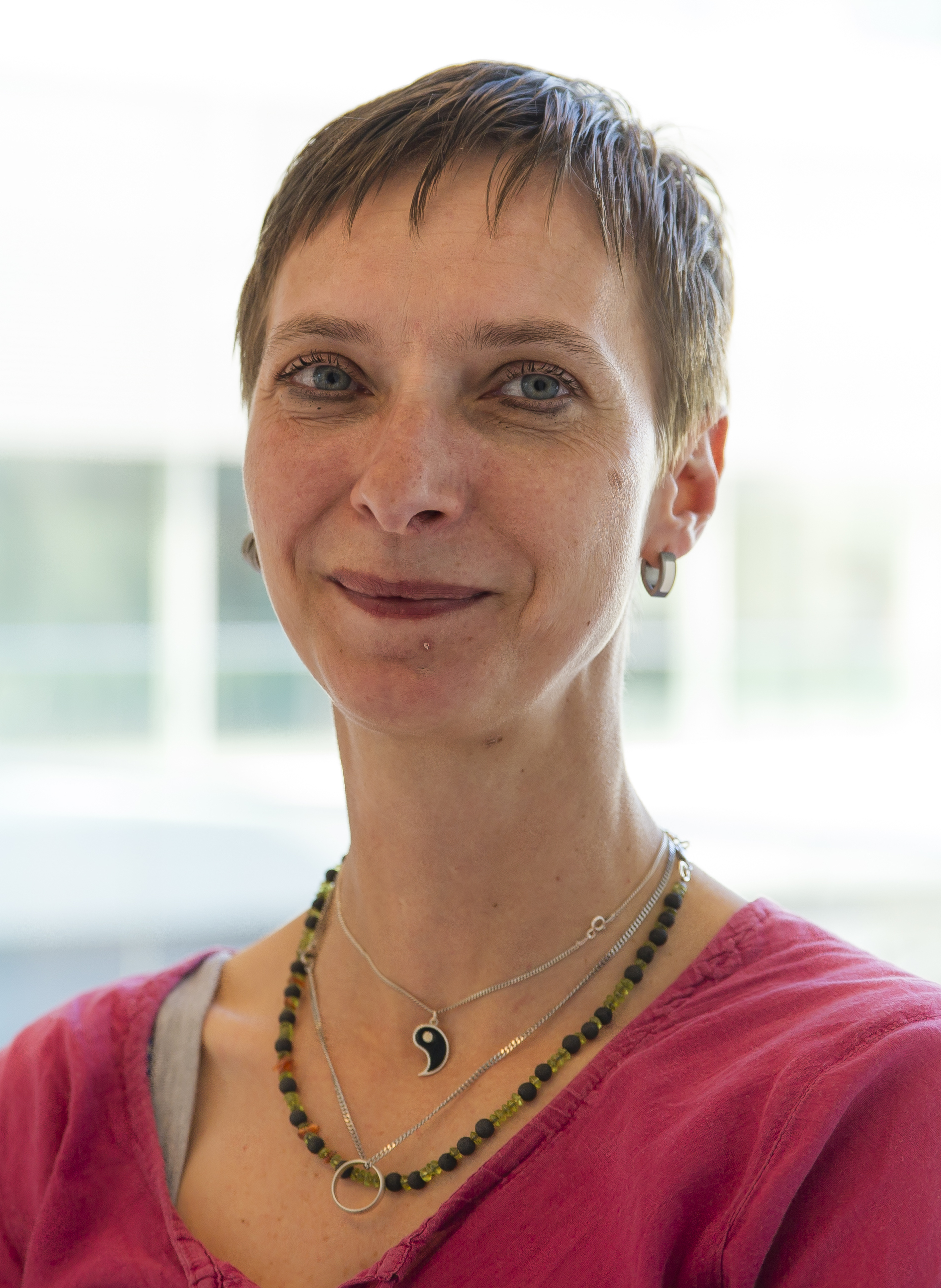
Halina Wawzyniak (* 1973)